# Ondřej Sosenka
Ondřej Sosenka (Praag, 9 december 1975) is een voormalig Tsjechische wielrenner.

## Carrière
Sosenka werd beroepswielrenner in 2001 bij het Poolse CCC. Hij was meteen een van de succesvolste renners van het seizoen met dertien zeges. Hoewel de meeste daarvan relatief onbekende wedstrijden waren, won hij wel de Ronde van Polen, inclusief een etappe, en werd nationaal kampioen tijdrijden. Dat laatste bleek de grote specialiteit voor de lange (1,98m) Sosenka, die een jaar later ook nationaal kampioen op de weg werd en de prestigueze Vredeskoers op zijn naam schreef. Nadat hij een jaar later tweede was geworden in die Vredeskoers, maar bijvoorbeeld ook negende in de Ronde van Zwitserland, kreeg Sosenka een contract bij het Italiaanse Acqua & Sapone aangeboden. Voor zijn nieuwe ploeg won hij opnieuw de Ronde van Polen, een tijdrit in de Ronde van België en behaalde diverse ereplaatsen in grotere wedstrijden. Zijn meest opvallende resultaat behaalde hij echter op 19 juli 2005, toen hij op de wielerbaan van Moskou het vijf jaar oude werelduurrecord verbeterde. Sosenka was recordhouder totdat Jens Voigt in september 2014 1415 meter verder reed.
In 2008 werd Sosenka betrapt op het gebruik van methamfetamine.

## Belangrijkste overwinningen
1997
- 3e etappe Hessen Rundfahrt

1999
- Eindklassement Ronde van Slowakije

2000
- Tsjechisch kampioen individuele tijdrit op de weg, Elite
- 10e etappe Vredeskoers

2001
- Tsjechisch kampioen individuele tijdrit op de weg, Elite
- 4e etappe deel B Koers van de Olympische Solidariteit
- Eindklassement Koers van de Olympische Solidariteit
- 8e etappe Ronde van Polen
- Eindklassement Ronde van Polen

2002
- Tsjechisch kampioen individuele tijdrit op de weg, Elite
- 4e etappe Vredeskoers
- Eindklassement Vredeskoers
- 10e etappe Vredeskoers
- 5e etappe Koers van de Olympische Solidariteit
- 8e etappe Ronde van Polen

2003
- 4e etappe Vredeskoers
- 4e en 5e etappe Ronde van Slowakije
- Eindklassement Ronde van Slowakije

2004
- Tsjechisch kampioen op de weg, Elite
- 8e etappe Ronde van Polen
- Eindklassement Ronde van Polen

2005
- Proloog Uniqa Classic
- 3e etappe deel B Ronde van België
- Tsjechisch kampioen individuele tijdrit op de weg, Elite
- Tsjechisch kampioen Achtervolging (baan), Elite
- Chrono des Herbiers
- Werelduurrecord

2006
- Tsjechisch kampioen individuele tijdrit op de weg, Elite
- Duo Normand (met Radek Blahut)

## Resultaten in voornaamste wedstrijden
| Jaar | Ronde van Italië | Ronde van Frankrijk | Ronde van Spanje |
| ---- | ---------------- | ------------------- | ---------------- |
| 2000 |                  |                     |                  |
| 2002 |                  |                     |                  |
| 2004 | opgave           |                     |                  |

| Jaar | Ronde van Lombardije |  | WK op de weg |
| ---- | -------------------- |  | ------------ |
| 2000 |                      |  | 91e          |
| 2002 |                      |  | 134e         |
| 2004 | 13e                  |  | 56e          |